# 奪魂鋸3D
《奪魂鋸3D》（英語：Saw 3D）是2010年上映的美國3D恐怖片，奪魂鋸系列的第七部作品，為2009年上映的《奪魂鋸6》的續集，並且為系列中唯一一部3D電影。電影繼續由上一作凱文·格勞特執導，劇情方面仍由編劇搭檔馬庫斯·鄧斯坦和派屈克·麥爾頓合作編寫，而溫子仁和雷·沃納爾繼續回歸擔任執行監製。由托賓·貝爾、科斯塔斯·曼迪勒、貝西·羅素、凱瑞·艾文斯、西恩·派翠克·福納瑞擔任主演。這次劇情主要講述拼圖殺人狂繼任者馬克·霍夫曼的最後通牒，想辦法逃避警方追查也同時安排他的最終遊戲。
雖然曾有開拍第八集的計畫，但片方因為上一作票房失利，最後決定將這部作為系列最終作，而一些計劃用於第八集的故事點子也用於這部裏。《奪魂鋸5》的導演大衛·哈克爾原被指派擔任本集的導演，但是在開拍前兩週，狮門影業公告邀回上一作導演凱文·格勞特繼續擔任本集導演。從2010年2月至4月在多倫多以SI-3D數位攝影技術系統進行攝影，而不是使用傳統攝影之後再於在後製階段轉換為3D。
奪魂鋸3D原先預定在2010年10月22日上映，但最後決定的上映日為一週後的2010年10月29日的萬聖節上映。上映後一如既往作為票房成功，1.36億美元的票房超過僅1700萬美元的預算。這部電影雖然作為系列最終作，但獅門影業於2017年還是發行了一部系列新作《奪魂鋸：遊戲重啟》，於2017年10月27日首映。

## 劇情
勞倫斯·高登靠鋸斷自己右腳而從浴室遊戲中死裡逃生，忍著劇痛沿著走廊往前爬，最後透過蒸汽管將他的斷腿以燒灼方式止住血。另一方面，兩位男子布萊德和瑞恩在一個位於城市廣場中央的強化玻璃展示櫃中醒來，各自面前都安置圓鋸，而正上方還綁著他們共同的戀人蒂娜。這時比利木偶出現說明遊戲規則，兩人必須在一分鐘之內把圓鋸推向對方來拯救蒂娜、或讓蒂娜犧牲。隨著遊戲進行，布萊德和瑞恩兩人互鬥過程中發現蒂娜只是周旋在他們倆之間玩弄感情，因此一致決定把圓鋸固定在正中央，讓蒂娜被切成兩半慘死。
霍夫曼硬是挣脱死亡機關後倉惶逃回藏身處，警方隨即趕到掃清整座遊戲現場、尋獲大量屍體。恐懼霍夫曼回來向她報復的吉兒決定當污點證人，投靠警探麥特·吉布森供述霍夫曼的真面目；吉布森多年前曾目睹霍夫曼槍殺身無寸鐵的犯人後跟他敵對。而霍夫曼縫完傷後開始安排下一場遊戲，先是將四名光頭黨綁架至一座廢車場，老大埃文必須從他被強力膠黏住的座位上脫身，才能救自己與三名分別被綁在車前、車後與車底的三個朋友。硬是撕破背部的埃文卻仍沒有在半分鐘內拉到開關，使跑車機關最終觸發連鎖反應，造成埃文一行人集體命喪廢車場中。
鮑比·達根是一名賣弄虛假生存事跡的著名作家，長期靠自己編造的「在遊戲中死裡逃生、學會人生道理」的經歷，在媒體、出書炒作話題中名利雙收。鮑比主持的一次由多名遊戲倖存者齊聚的互助會上，出席者包括如今靠假肢與拐杖行走的勞倫斯·高登。會議結束後，鮑比就被霍夫曼綁架至遊戲所在的廢棄精神病院裡，錄像對鮑比表示他在書中編造的一切都會在接下來的遊戲裡成真，他必須要在一小時內抵達終點拯救他的妻子喬絲；她當時被鐐銬鎖在鐵板上，鮑比每過一關，鎖住她脖子的項圈鐵鏈會將她往下拉。鮑比於過程中回憶起他成名之前，在酒吧電視上看到遊戲受害者的訪問，由此靈機一動想到靠編造生存故事來賺錢。鮑比還想起在他的首作簽名會上，有一位自稱「約翰」的書迷試圖暗示他對公眾說謊的嚴重性，而當時並沒有多加理會的鮑比，現在才意識到自己在班門弄斧。
遊戲一路上，鮑比見到她的經紀人妮娜、他的律師蘇珊娜、以及他的好友兼共謀者凱爾分別被囚禁在不同的機關中；巧妙的機關設計使他們三人在鮑比面前共同代表三猿。即使在鮑比的盡全力拯救之下，他們三人最後仍然淪落為慘死的局面。到終點前，鮑比被迫強行拔出自己的兩顆內牙以查看牙上刻下的密碼，打開門於最後十分鐘走到終點見到喬絲。但鮑比注意到他若想拯救愛妻，必須將兩個吊環穿過自己的胸肌、藉以支撐自己往上拉，夠到並連接上方的電源以救出喬絲；其考驗作為他著作裡編造的高潮橋段。鮑比對喬絲坦白他一直以来的謊言後，決定將功贖罪而將兩個吊環穿過自己的胸肌開始往上拉。就在鮑比即將連接電源的一刻，胸肌却無法繼續支撐而斷裂使他墜回地面，加上一小時的時限到，遊戲失敗的鮑比被迫目睹喬絲關入铜牛中被活活烤死。
吉布森偵辦廢車場遊戲現場時找到霍夫曼故意留在現場的反向型捕獸器，靠上面的指紋得知吉兒曾試圖殺他，但他還是對吉兒實施保護性監禁而帶回警局。吉布森同時無視霍夫曼寄來的警告錄像，從內容中得知鮑比位於精神病院的遊戲地點，他派遣SWAT隊伍去搜查現場，但隊伍最後集體命喪霍夫曼佈下的毒氣陷阱房間中。吉布森在廢車場找到霍夫曼躲藏的一間密室，但進去後發現裡面坐著埃文遊戲中的其中一具屍體，而一旁的監視器畫面顯示著廢車場以及警局現況。吉布森意識到霍夫曼趁亂跟這具屍體掉包，躺入屍袋得以潛入警局，他剛要打電話警告同仁時，但密室裡佈置的警戒機槍突然自啟，殺死吉布森與在場的警察。而霍夫曼輕易血洗警察局抓獲吉兒，使用證物室裡的原始反向型捕獸器戴在她頭上後，讓無助的吉兒於時限到後被撕開嘴部慘死。
復仇完成後，霍夫曼回去收拾必需品、炸毀藏身處準備逃亡，但離開時卻遭遇三名豬頭面具者用麻醉藥制伏，而他面前的主兇則是高登，其當初通過考驗後被約翰拖去治療傷口、裝上義肢，從此收納為秘密門徒。一直以來，高登多次秘密協助約翰的事業，例如曾在麥可·馬克斯眼睛中縫入鑰匙、為約翰介紹動手術的最佳人選是琳恩·鄧倫、在陵墓遊戲中縫住亞特與其對手的眼睛和嘴、以及向霍夫曼寄出那張“我知道你是誰”的密件。吉兒生前也知情高登的身份，於吉兒先前到醫院寄給他的錄像帶中，內容是約翰生前囑咐高登要照顧好吉兒，而她一旦出事就要馬上行動。高登最後將霍夫曼關入自己重獲新生的浴室遊戲現場，將他牢牢銬在亞當生前的位置後，還將自己當初鋸斷右腳的鋸子丟出門外，走出門、關上燈並伴隨著一句「遊戲結束」，留下永不見天日的霍夫曼絕望地狂吼。

## 演員

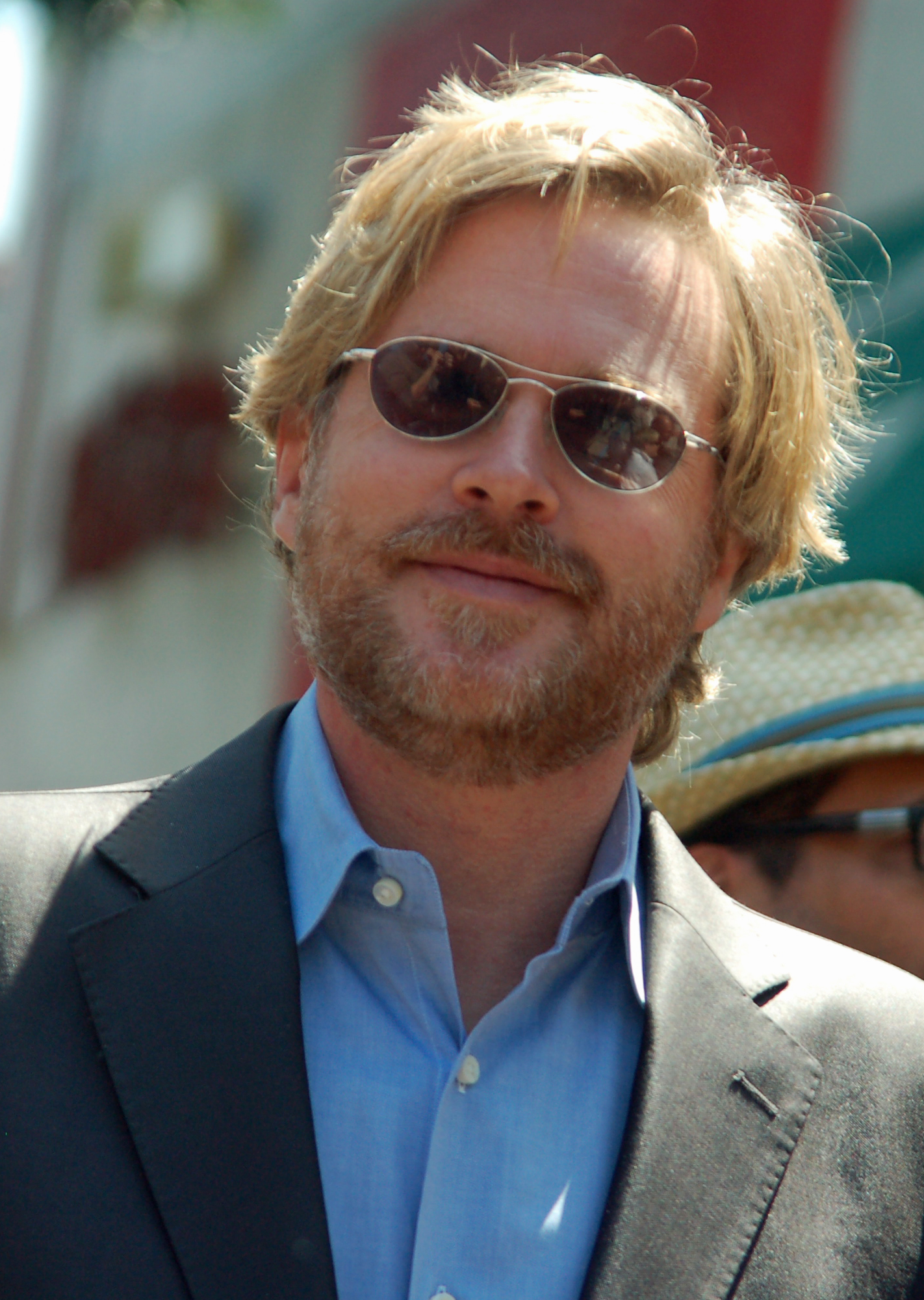
凱瑞·艾文斯重演了他在第一部中作為勞倫斯·高登醫生的角色，他將會出現在全新拍攝的場境而並非回顧或重播鏡頭。

| 演員                                    | 角色                                         | 備註 |
| 托賓·貝爾 Tobin Bell                    | 約翰·克拉瑪／拼圖殺人狂 John Kramer / Jigsaw | 腦癌末期患者，連環殺手「拼圖殺人狂」本人，專門瞄準一系列不在乎生命的人們作為潛在目標。如今他死後，遊戲事業仍然在繼續進行。在這一集裡，他短暫出現在鮑比·達根的新書簽名會上。 |
| 科斯塔斯·曼迪勒 Costas Mandylor         | 馬克·霍夫曼 Mark Hoffman                     | 前資深警探，也是拼圖殺人狂的首位門徒和繼任者，這次他的身份因為被吉兒出賣而完全暴露，逃脫警方大圍捕的同時，也開始想辦法對吉兒實施復仇。                                      |
| 貝西·羅素 Betsy Russell                 | 吉兒·塔克 Jill Tuck                          | 約翰的前妻，也是他生前最心愛的人，繼承约翰的遺產后開始遵從指令，但她却出师不利而被霍夫曼追杀。                                                                              |
| 凱瑞·艾文斯 Cary Elwes                  | 勞倫斯·高登 Dr. Lawrence Gordon              | 腦腫瘤醫生，原先浴室遊戲的考驗對象，死裡逃生後成為了拼圖殺人狂的秘密門徒，只有吉兒知情他的身份。                                                                            |
| 西恩·派翠克·福納瑞 Sean Patrick Flanery | 鮑比·達根 Bobby Dagen                        | 一位沽名釣譽的著名作家，用他編造出來的遊戲生死經歷來欺騙大眾、獲得關注，而他這次作為遊戲主角，並徹底將虛構的一切經歷一遍。                                                  |
| 查德·道尼拉 Chad Donella                | 麥特·吉布森 Det. Matt Gibson                 | 偵辦拼圖殺人狂案件的警探，管理追緝霍夫曼的行動，原來和霍夫曼是敵對關係。 |
| 吉娜·荷登 Gina Holden                   | 喬絲·達根 Joyce Dagen                        | 鮑比的愛妻，在鮑比當作家後認識成婚，對他的欺騙事情一無所知。 |
| 迪恩·阿姆斯壯 Dean Armstrong            | 凱爾 Cale                                    | 鮑比的摯友兼共謀者，當初和鮑比一起想出靠欺騙來成名的手段。 |
| 娜奧米·史尼克斯 Naomi Snieckus          | 妮娜 Nina                                    | 鮑比的經紀人，協助他用虛構的事情來博得大眾的支持。 |
| 蕾貝卡·馬歇爾 Rebecca Marshall          | 蘇珊娜 Suzanne                               | 鮑比的律師，協助鮑比的法律文書一系列工作。 |
| 勞倫斯·安東尼 Laurence Anthony          | 羅傑斯 Rogers                                | 警察，吉布森的同事及搭檔，幫他看管吉兒。 |
| 金姆·史瑞娜 Kim Schraner                | 帕瑪 Palmer                                  | 警察，吉布森的同事，管理警局的內務部。 |
| 詹姆斯·范·帕頓 James Van Patten         | 亞當·赫夫納 Dr. Adam Heffner                 | 法醫，解剖過所有拼圖狂魔遊戲死者的屍體，當中還包括拼圖殺人狂本人。 |
| 喬·柯爾 Jon Cor                         | 瑞恩 Ryan                                    | 三角鋸機關的受害者之一，作為布萊德的情敵。 |
| 塞巴斯蒂安·皮格特 Sebastian Pigott      | 布萊德 Brad                                  | 三角鋸機關的受害者之一，作為瑞恩的情敵 |
| 安妮·格林 Anne Greene                   | 蒂娜 Dina                                    | 三角鋸機關的受害者之一，從一開始就在玩弄布萊德和瑞恩的感情，最後欺騙手段被兩人識破而作為犧牲者。                                                                            |
| 查斯特·班寧頓 Chester Bennington        | 埃文 Evan                                    | 特別演出。光頭黨領袖，因種族歧視而作為跑車遊戲主角。 |

## 製作

### 發展
《Variety》雜誌指出Lionsgate為《恐懼鬥室3D》（當時稱為《恐懼鬥室7》）開綠燈及宣佈大衛·哈克將會重返執導，他最後的電影是《恐懼鬥室5》。製作人麥克·堡和歐倫·寇爾斯、編劇柏德烈·米頓和馬克斯·鄧斯坦都會回歸。前期製作在2009年9月14日開始。

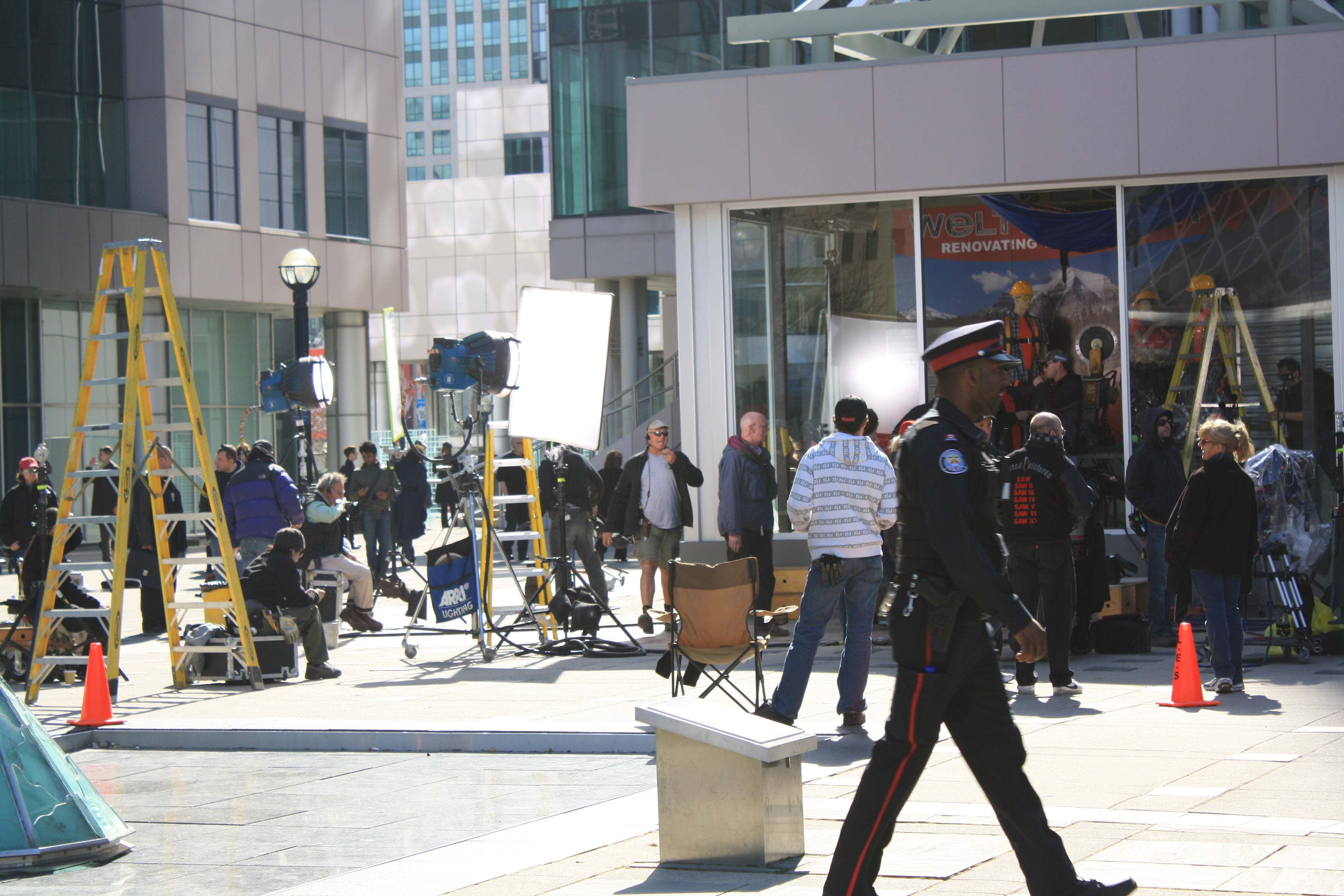
電影中兩個男人被困於建築物中的台鋸時被一群旁觀者團觀的場面。它於2010年4月在多倫多的Metro Hall，當中包括400名臨時演員。

原本在第六集後計劃了兩部續集，但米頓在2009年12月的一個與英國電台Demon FM的訪問的播客中表示《恐懼鬥室3D》是最後一集及將會提及未解答的疑問，例如：第一集中的主角高登醫生及以往各集的其他生還者的命運，以將整個系列畫上句號。主要原因是《恐懼鬥室6》的票房未如理想。製作人在2010年7月22日與今日美國的訪問中證實《恐懼鬥室3D》將會是整個系列的最後一集。堡告訴路透社：「在每一部《恐懼鬥室》電影中，我們留下了未解開的疑問，在《恐懼鬥室3D》中我們會解答所有觀眾曾經有的疑問。」他補充：「即使是新的觀眾亦能夠理解及被跟隨電影的速度。米頓亦說暫定名稱為Saw: Endgame。

### 以3D技術攝影
先前的6集奪魂鋸中，每一集的預算不超過1100萬美元，但由於本集是以3D技術攝影，Greutert說《奪魂鋸3D》將是奪魂鋸系列中「最昂貴」的電影，約為1700萬美元。主要攝影於2010年2月8日在多倫多開始。

### 機關的設計
製作人歐倫·寇爾斯告訴恐怖消息網站ShockTilYouDrop.com在戲中會有11個機關，是整個系列中最多的。當中有一個「機關」場境是被製作人禁止在之前各部《恐懼鬥室》電影中出現，原因是他們形容為「太暴力」、「太噁心」及「就是錯」。米頓稱它為「車房機關」，當中涉及一輛車和引發一道連鎖反應。

## 發行及宣傳
《恐懼鬥室3D》在美國會由Lionsgate發行，在加拿大則會由Maple Pictures發行。這齣電影本來計劃於10月22日首影，但後來推遲至10月29日。在美國，這齣電影本來被美國電影協會評級為NC-17（17歲或以下不可觀看），及後經過6次提交後最終得到一個R評級。
2010年7月8日，Lionsgate公布新戲名為「Saw 3D: The Traps Come Alive」。不過在翌日，麥克·堡和歐倫·寇爾斯證實「The Traps Come Alive」只是標語而被錯誤理解為戲名一部分，因此官方戲名應為「Saw 3D」。寇爾斯說稱它為「Saw VII 3D」會顯得累贅而且不會發生他們想要的巨大作用。他補充：「它的製作過程是3D的，投入了大量努力。『Saw VII 3D』是太多了。這像是一齣新的電影⋯⋯」
在該次訪問中，製作人提到恐懼鬥室會於圣地亚哥舉行的Comic-Con中出現。他們說本來會用於該大會的鏡頭得不到播放的批准。寇爾斯解釋：「這將會與我們之前做過的有所不同，我們將會位於Comic-Con而不會在Comic-Con當中。」Comic-Con片頭預告片已經在7月22日於IGN發放。在大會的翌日，電影的首8分鐘片段在傳媒及少量影迷面前播放。

## 外部連結
- 互联网电影数据库（IMDb）上《奪魂鋸3D》的资料（英文）
- AllMovie上《奪魂鋸3D》的资料（英文）
- Box Office Mojo上《奪魂鋸3D》的資料（英文）
- Metacritic上《奪魂鋸3D》的資料（英文）
- 爛番茄上《奪魂鋸3D》的資料（英文）